# Nomad (公司)
有限會社NOMAD（日語：有限会社ノーマッド）是一家位於日本東京都杉並區，主要從事動畫企劃、製作的日本動畫企業。

## 概要、沿革
2003年7月，由Studio Pierrot製作出身、擔任MADHOUSE製片人一職的小野達矢設立了Nomad公司。隔年開始獨立製作電視動畫《薔薇少女》。
現在在官方網站，Nomad的工作人員網絡廣播『Nomad no radio』已被配信。

## 作品履歷

### 獨立製作

#### 電視動畫
- 薔薇少女（ローゼンメイデン）（2004年）
- 薔薇少女 彷如夢境 （ローゼンメイデン トロイメント）（2005年）
- 薔薇少女 序曲（ローゼンメイデン オーベルテューレ） （2006年）※作成電視特別篇播出。
- 小心啊公主（姫様ご用心）（2006年）
- 我的裘可妹妹（ちょこっとシスター）（2006年）
- sola（2007年）
- 狂亂家族日記（狂乱家族日記）（2008年）
- 夜櫻四重奏（夜桜四重奏 〜ヨザクラカルテット〜）（2008年）
- 簡單易懂的現代魔法（よくわかる現代魔法）（2009年）
- 肯普法（けんぷファー）（2009年）
- 肯普法 für die Liebe（けんぷファー für die Liebe）（2011年）※作成電視特別篇播出。
- 我們沒有翅膀（俺たちに翼はない）（2011年）
- 歸宅部活動記錄（帰宅部活動記録）（2013年）
- VENUS PROJECT -CLIMAX-（日语：VENUS PROJECT）（2015年）
- 邪神與廚二病少女（邪神ちゃんドロップキック）（2018年）
- 模擬後宮體驗 （模擬ハーレム）（2024）

#### OVA
- 快盜天使雙胞胎（快盗天使ツインエンジェル）（2008年）
- 一輪者（一輪者 ICHIRIN-SHA）（2010年）－單篇動畫。
- T.P.櫻.～時空樹防衛戰～（日语：T.P.さくら 〜タイムパラディンさくら〜）（2011年）
- 維他命X Addiction（日语：VitaminX）（2011年）

### 共同製作

#### 電視動畫
- 二人是Milky Holmes（ふたりはミルキィホームズ）（與J.C.STAFF共同製作，2013年）
- 文豪Stray Dogs 汪！（文豪ストレイドッグス わん!）（與BONES共同製作，2021年）

### 參與製作

#### 電視動畫
- 你所期望的永遠，又譯願此刻永恆（君が望む永遠）（總承包商：Studio Fantasia，各話協力製作，2003年）
- 槍墓（2003年－2004年）（總承包商：MADHOUSE，各話協力製作／擔任話數：3、9、15、21話，2003年－2004年）
- 鋼之鍊金術師（鋼の錬金術師）（總承包商：BONES，各話協力製作，2003年－2004年）
- 這醜陋又美麗的世界（この醜くも美しい世界）（總承包商：GAINAX、SHAFT，各話協力製作，2004年）
- Keroro軍曹（ケロロ軍曹）（總承包商：日昇動畫，各話協力製作，2004年－2011年）
- 銀河天使 第4季（ギャラクシーエンジェル 第4期）（總承包商：MADHOUSE，協力製作，2004年）
- BLEACH（總承包商：Studio Pierrot，各話協力製作，2004年－2012年）
- 月詠 -MOON PHASE-（總承包商：SHAFT，各話協力製作／擔任話數：23話，2005年）
- 索斯機械獸V（ゾイドジェネシス）（總承包商：小學館音樂數位娛樂（日语：小学館ミュージック&デジタル エンタテイメント），所有話數協力製作，2005年）
- 認真不認真怪傑索羅利恐怖的寶物（まじめにふまじめ かいけつゾロリ）（總承包商：日昇動畫、亞細亞堂，各話協力製作，2005年－2007年）
- 交響情人夢（のだめカンタービレ）（總承包商：J.C.STAFF，各話協力製作／擔任話數：7話，2007年）
- 七色★星露（ななついろ★ドロップス）（總承包商：巴塞羅耶工作室，各話協力製作，2007年）
- 大小姐×執事！（れでぃ×ばと!）（總承包商：XEBEC，各話協力製作，2010年）
- 真・戀姬†無雙 〜少女大亂〜（真・恋姫†無双 〜乙女大乱〜）（總承包商：動畫工房，各話協力製作，2010年）
- 嬌蠻貓娘大橫行！（迷い猫オーバーラン！）（總承包商：AIC，各話協力製作，2010年）
- 祝福的鐘聲（祝福のカンパネラ）（總承包商：AIC，各話協力製作，2010年）
- 緣之空（ヨスガノソラ）（總承包商：feel.，各話協力製作，2010年）
- A Channel（Aチャンネル）（總承包商：Studio五組，各話協力製作，2011年）
- SKET DANCE 學園救援團 （總承包商：龍之子製作公司，各話協力製作，2011年－2012年）
- 侵略!?花枝娘（侵略!?イカ娘（總承包商：diomedéa，各話協力製作，2011年）
- 純白交響曲（ましろ色シンフォニー）（總承包商：manglobe，各話協力製作，2011年）
- 惡魔高校D×D系列（ハイスクールD×D）系列（總承包商：TNK，各話協力製作）
  - 惡魔高校D×D（2012年）
  - 惡魔高校D×D NEW（ハイスクールD×D NEW）（2013年）
- 咲-Saki- 阿知賀編 episode of side-A（咲-Saki- 阿知賀編 episode of side-A）（總承包商：Studio五組，各話協力製作，2012年）
- 白熊咖啡廳（しろくまカフェ）（總承包商：Studio Pierrot，各話協力製作，2012年－2013年）
- 坂道上的阿波羅（坂道のアポロン）（總承包商：MAPPA、手塚製作公司，各話協力製作，2012年）
- 美少女死神 還我H之魂！（だから僕は、Hができない。）（總承包商：feel.，各話協力製作，2012年）
- 只要妳說妳愛我（好きっていいなよ。）（總承包商：ZEXCS，各話協力製作，2012年）
- 武裝神姫（武装神姫）（總承包商：8bit，各話協力製作，2012年）
- 八犬傳－東方八犬異聞－ （總承包商：STUDIO DEEN，各話協力製作，2013年）
- 琴浦小姐（琴浦さん）（總承包商：AIC Classic，各話協力製作，2013年）
- 銀河機攻隊 莊嚴皇子（銀河機攻隊 マジェスティックプリンス）（總承包商：動畫工房×Orange，各話協力製作，2013年）
- 戀愛研究所（恋愛ラボ）（總承包商：動畫工房，各話協力製作，2013年）
- little busters! 〜Refrain〜（リトルバスターズ! 〜Refrain〜）（總承包商：J.C.STAFF，各話協力製作，2013年）
- 獻給某飛行員的戀歌（とある飛空士への恋歌）（總承包商：TMS Entertainment，各話協力製作，2014年）
- 農林（總承包商：SILVER LINK.，各話協力製作，2014年）
- 妖怪手錶（妖怪ウォッチ）（總承包商：OLM，各話協力製作，2014年）
- 即使如此世界依然美麗（それでも世界は美しい）（總承包商：Studio Pierrot，各話協力製作，2014年）
- 噬魂师NOT!（ソウルイーターノット!）（總承包商：BONES，各話協力製作，2014年）
- GLASSLIP（グラスリップ）（總承包商：P.A.WORKS，各話協力製作，2014年）
- 生存遊戲社（さばげぶっ!）（總承包商：Studio Pierrot+，各話協力製作，2014年）
- 蠟筆小新（クレヨンしんちゃん）（總承包商：SHIN-EI動畫，各話協力製作／擔任話数：859話，2015年）
- 夢幻之星Online2（ファンタシースターオンライン2 ジ アニメーション）（總承包商：Telecom Animation Film，各話協力製作，2016年）

#### OVA
- 草莓100%（いちご100%）（總承包商：MADHOUSE，2005年）
- 撲殺天使朵庫蘿（撲殺天使ドクロちゃん）（總承包商：HAL FILM MAKER，各話協力製作／擔任話數：3、4、5、6話，2005年）
- one off（わんおふ -one off-）（總承包商：TYO Animations，各話協力製作，2012年）
- 流浪神差（ノラガミ）（總承包商：BONES，各話協力製作，2014年）

#### 電影動畫
- BLEACH劇場版系列（BLEACH）（總承包商：Studio Pierrot，動畫協力製作）
  - 劇場版BLEACH 鑽石星塵的反叛：另一把冰輪丸（劇場版BLEACH The DiamondDust Rebellion もう一つの氷輪丸）（2007年）
  - 劇場版BLEACH Fade to Black 呼喚你的名字（劇場版BLEACH Fade to Black 君の名を呼ぶ）（2008年）
- 黑執事 Book of Murder（黒執事 Book of Murder）（總承包商：A-1 Pictures，協力製作，擔任話數：1話，2014年）
- 火影忍者劇場版：最終章（THE LAST -NARUTO THE MOVIE-）（總承包商：Studio Pierrot，協力製作，2014年）

## 相關人物
- 小野達矢
- 安美錦
- 石井久美
- 後信治（日语：後信治）
- 大田謙治
- 菊池聡延

- 黑田
- 古賀誠（日语：古賀誠 (アニメーター)）
- 田村正文
- 花井宏和
- 馬場繪理
- 松尾衡

- 滿若高代
- 山内尚樹
- 山崎
- 山本真嗣

## 相關項目
- 日本動畫工作室列表

## 外部連結
- （日語）NOMAD公式官網（页面存档备份，存于）